# Hemeroplanes
Hemeroplanes is een geslacht van vlinders uit de onderfamilie Macroglossinae van de familie pijlstaarten (Sphingidae).

## Soorten
- Hemeroplanes diffusa Rothschild & Jordan, 1903
- Hemeroplanes longistriga Rothschild & Jordan, 1903
- Hemeroplanes ornatus Rothschild, 1894
- Hemeroplanes triptolemus (Cramer, 1779)

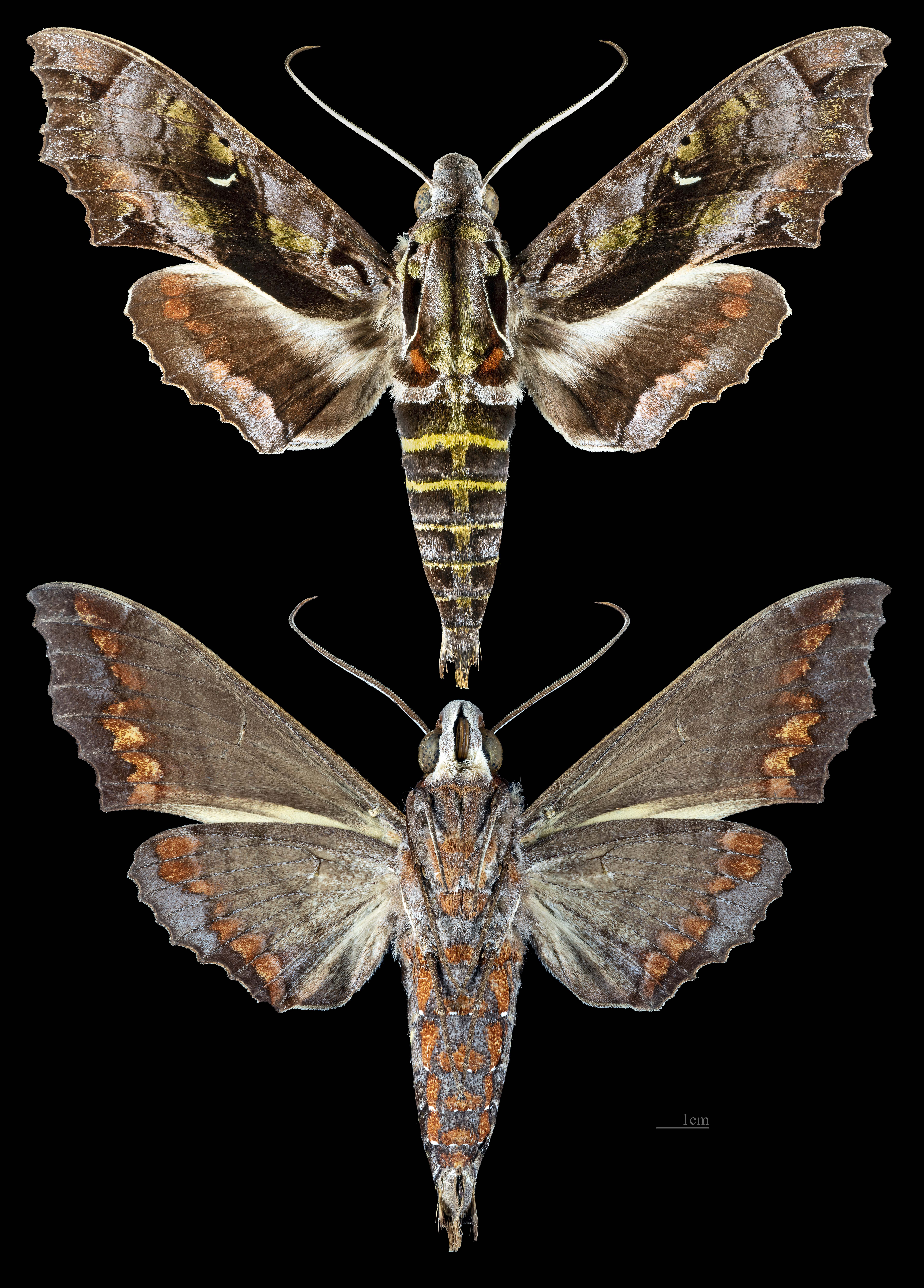
Hemeroplanes diffusa
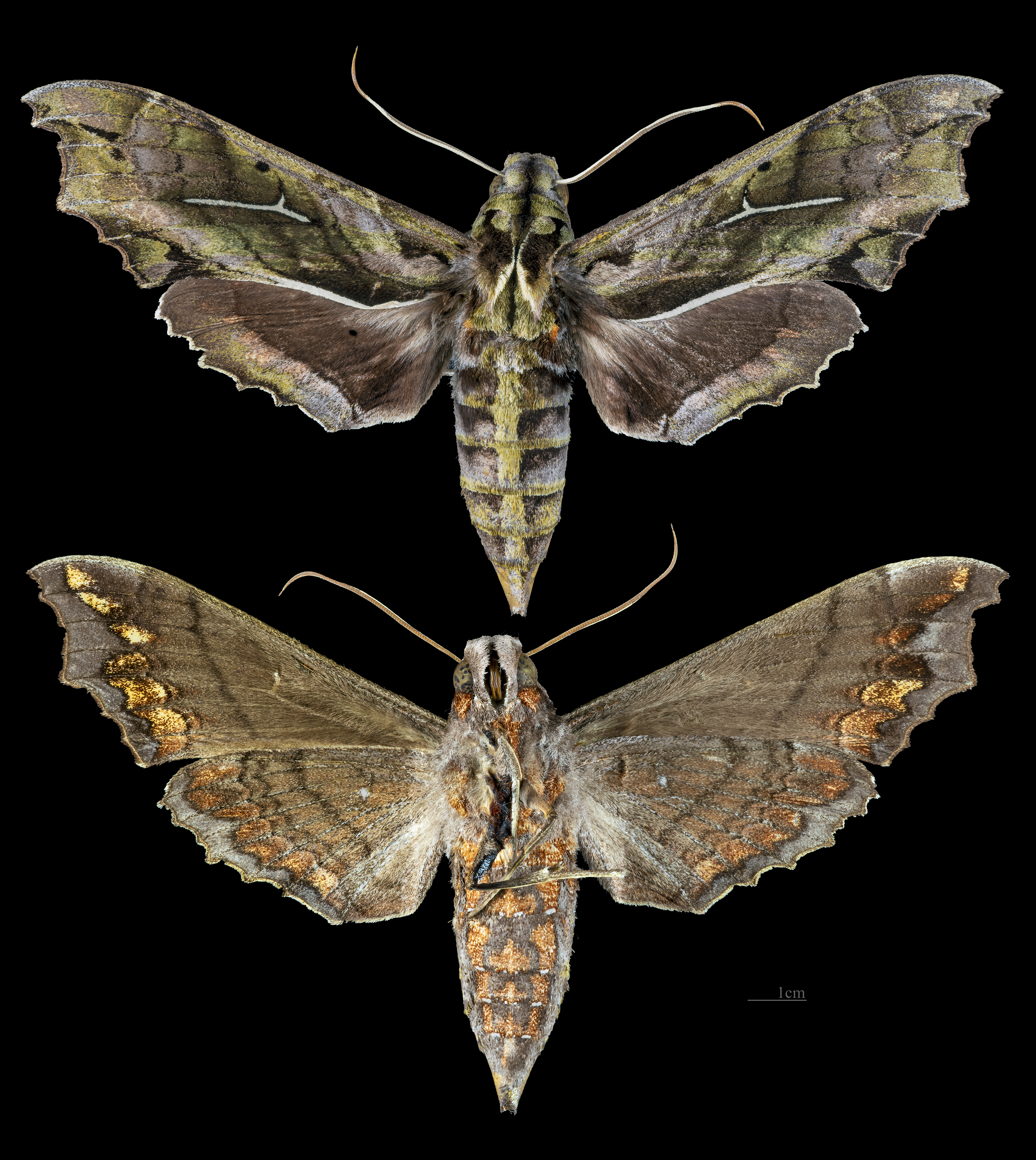
Hemeroplanes longistriga
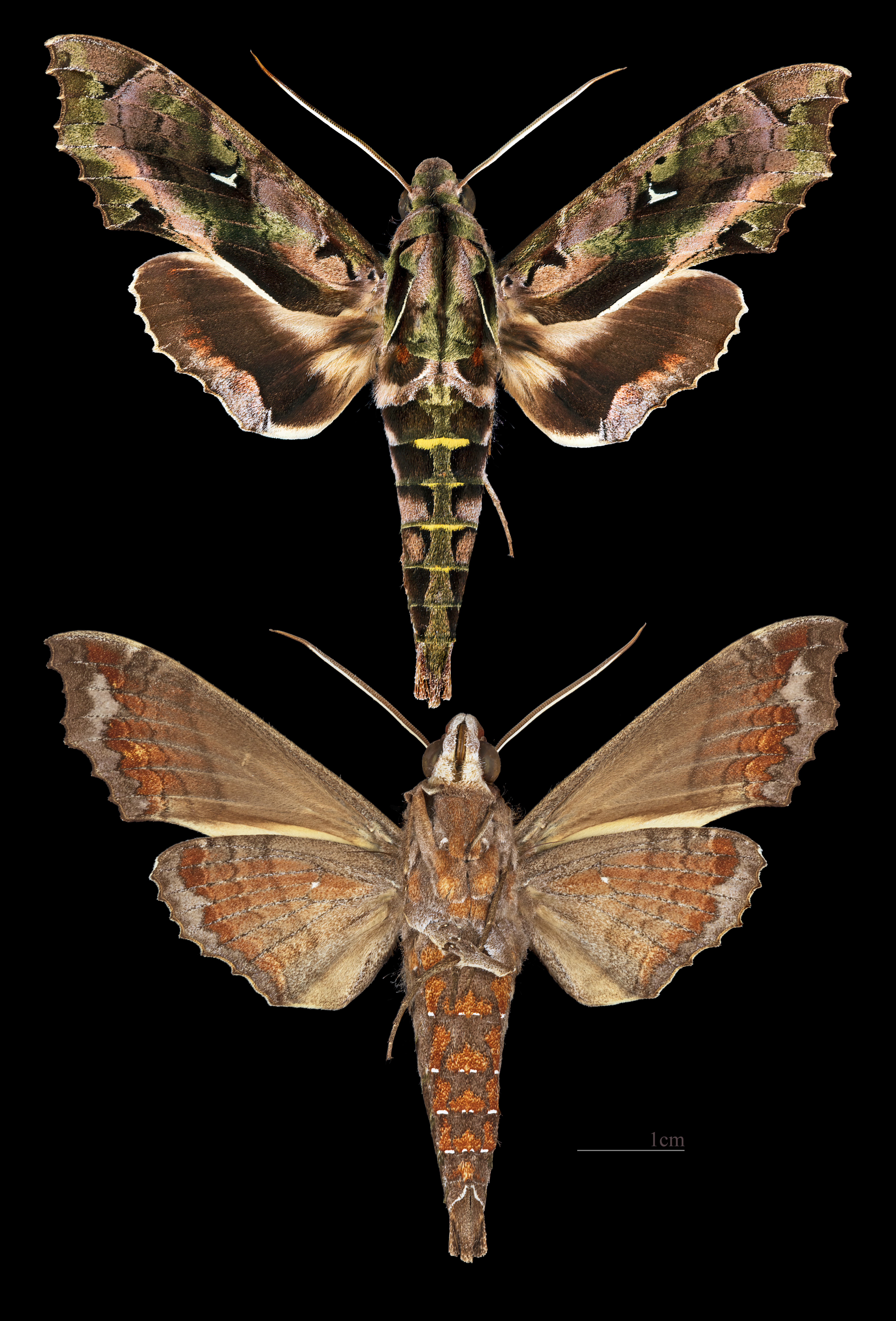
Hemeroplanes ornatus
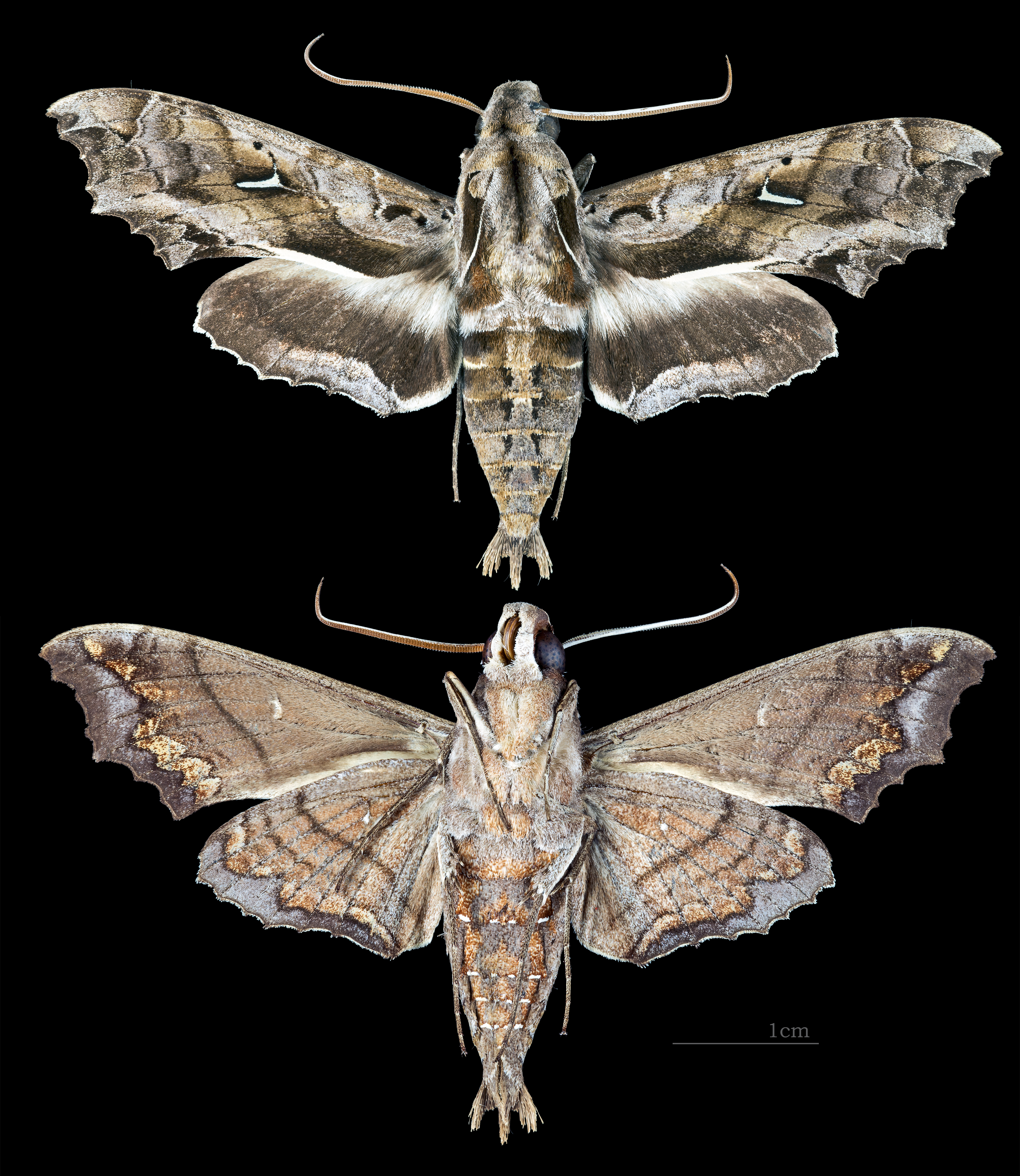
Hemeroplanes triptolemus